# Nikolay Kiselev
Nikolay Ivanovich Kiselyov (Kineshma, 29 de novembro de 1946) é um ex-futebolista e treinador russo, que atuava como meia.

## Carreira
Nikolay Kiselev fez parte do elenco da Seleção Soviética na Copa do Mundo de 1970. 